# 天山艦上攻擊機
天山艦上攻擊機為日本海軍為了取代九七式艦上攻擊機下令中島飛機公司開發的艦載魚雷轟炸機，為第二次世界大戰中期後日軍主力艦載攻擊機。主開發者為松村健一，於1943年(昭和18年)正式量產。日軍編號「B6N」，盟軍代號「Jill」。

## 開發歷史
昭和14年（1939年）日本海軍對中島飛機公司下達九七式艦上攻擊機後繼機的開發命令。這款軍方內部代號「14試艦上攻擊機」的機種要求要有最大時速達460公里（250節）、巡航時速370公里（200節）、800公斤炸彈酬載時續航力需有1,900公里（1,000海浬）、無戰鬥酬載下續航力需達3,837公里，這些規格均需在無攜帶外部燃料槽下達成；且14式須符合現有空母的操作規格，這點對當時日本的飛機工業而言是相當困難的任務。從1940年5月起，由松村健一為首的中島工程師團隊進入細部研製及原型機打造作業，公司內部代號稱為BK'。
為了符合海軍需求，中村健一所領導的研發團隊的解決方式為採用大量研發中的裝備，同時新型機的長度不得超過15公尺、寬度限制在6.3公尺，以符合日軍航艦昇降機的尺寸極限。
中島公司將他們當時開發中的護發動機裝設到新飛機上，主翼設計運用與彩雲艦上偵察機相同技術血緣，由内藤子生研發的K系列層流翼改善高速飛行表現，並在主翼後方裝設蝶形襟翼提高飛機升力、並配備福勒襟翼（Fowler flap）降低翼負荷，為了符合航空母艦操作便利性採用了折疊機翼以及前傾的垂直尾翼，不過為了速度及航程需求，本機只在主翼內設置大型整體式燃料箱，沒有安裝自封燃料箱以及防彈裝甲，油箱的安全防護僅靠二氧化碳滅火裝置。雖然當時自封油箱技術已經普及化，但是中島團隊計算後告知海軍使用自封油箱設計的燃料槽將會因此損失30%的燃料酬載，海軍權衡之後決定不採用。
天山原型機於1941年3月14日出廠，隨後的試飛便風波不斷。就飛行性能而言，天山的數據表現與當時日軍主力九七式艦上攻擊機相比最大速度高出93公里，航程增加了50%，也優於美國同時間開發的TBF復仇者；除了飛行數據的改善，天山也首度在單引擎攻擊機上裝備只在雙引擎戰術轟炸機等大型機才裝設的的自動飛行裝置，但只要大幅改變飛行動作就會失效。採用了太多不成熟科技，導致後續問題接踵而來。
首先發生問題即為發動機。日本海軍最初屬意三菱的火星發動機，該動力雖出力較低但由於已有十二試陸上攻擊機(之後的一式陸攻)上運用的實績；但松村團隊堅持中島設計的護發動機更容易改進來匹配中島研發的飛機、現階段已比火星高出力而未來更有機會上看2000馬力、且未來有機會比三菱製品更低油耗等理由而推薦護發動機，在1941年3月海軍決定接受中島意見使用新發動機，這個堅持成為天山研發過程中第一場災難。護發動機是由1930年代剽竊R-1820製造出的光發動機改良設計而來，技術理應相當穩定，但問題出在與以往設計不同的發電機組安裝在小型機上時讓技術人員調整困難，而且直到量產天山時該發動機仍無法達成表定輸出功率；同時運用大型四葉金屬螺旋槳與動力較強發動機產生過大力矩，導致飛機飛行時會向左偏移，為了解決此點中島將垂直尾翼修薄，且往左邊偏斜穩定飛行狀態，偏斜角度最初是3度，30號機後為2.1度，為了修正這項缺失中島花了4個月做調整，基本算是改善天山的飛行機動性。但也因此直到1942年7月19日原型機才提供給日本海軍測試；除了飛行偏移問題以外，海軍測試時發現高速魚雷攻擊時螺旋槳氣流會干擾魚雷投擲穩定性，為此改良機體結構與魚雷吊架，並修正魚雷發射裝置的修正（天山的機腹掛架裝置在中心線偏右30公分，因此發射裝置也要重新修正），皆使得天山原型機的測試時間不斷延長。
此外，飛機過重也是延後配發的主因，天山原型機在航艦測試科目分別在瑞鶴號及龍鳳號上實施；由於天山的全備重量（5,200公斤）超過以往日本航艦採用飛機，降落實驗時拉斷了航艦的攔截索，後來海軍為此開發三式攔截裝置提高攔截索承載能力。過重問題還影響了操作艦種，天山無法在龍鳳號等級的輕型航艦飛行甲板上起飛，必須加裝助推火箭才得以解決（日本直到戰爭結束前都沒有研發出航艦用彈射器，但助推火箭也沒上航艦服役，因為測試始終未通過）；這些外在硬體問題解決時已經是昭和17年（1942年）末，相關測試結束日本海軍決定正式量產天山已經是昭和18年（1943年）8月，原本艦上攻擊機的名稱也是依照年分制定，但是開戰後日本海軍更改了命名機制，攻擊機的名稱以山作為代稱，因此到量產時稱為天山。
天山的問題並未隨著量產解決，由於上方排氣管設計不佳無法完全排焰，在夜間降落時很容易影響駕駛員的視線導致降落失敗，且主起落架側面強度不足，轟炸攻擊後為了甩掉敵機所使用的側滑飛行容易使垂直尾翼損壞，中島快速的解決這些設計問題；但是發動機在燃料消耗表現上過於差勁，使得實用航程僅有海軍要求的一半（1,745公里），此外引擎與機體之間匹配設計不良導致高熱和震動問題影響天山的高速表現，高故障率對這種在海上長距離作戰的攻擊機為致命問題。海軍責成中島生產130架已飛出成績但上艦表現不穩的B6N1構型先用來裝備陸基航空隊，另一方面將天山的發動機改為具有水噴射裝置、將出力提高到1800馬力級的三菱火星發動機，成為B6N2構型。此舉除了填補當初試作時火星較為不足的動力，藉統一後勤解決天山的可靠性，同時也有讓中島停止鑽研搭載機種不多又不安定的護發動機、將心力集中投注在當時正邁向實用化的譽發動機上這層用意。
日本戰敗後，美軍從一三一航空隊所轄之二五四攻擊飛行隊繳獲了2-3架的天山，其中一架為天山12型。在美國測試後經過多年放置，直到1981年才移入美國航空太空博物館展示，但因機體已開始風化，目前是以拆解保存的方式處理。

## 實戰表現

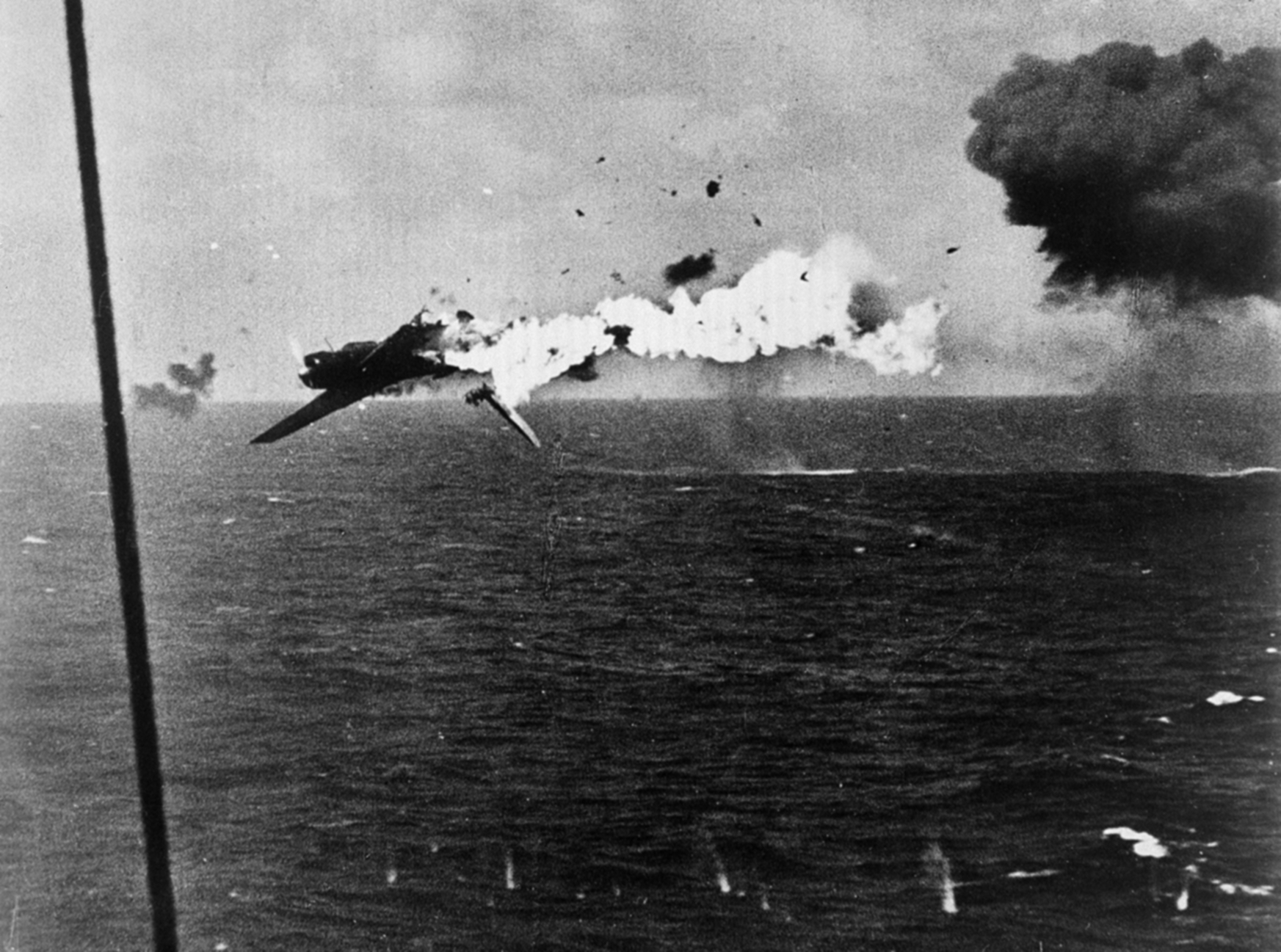
被約克鎮號(埃塞克斯級CV-10)航空母艦5吋防空砲擊落的天山，1943年12月4日

天山在1943年8月獲得制式採用，但7月時就已經將低效率生產且尚未制式編號的天山11型編入以陸上基地為主的五三一海軍航空隊，到1943年11月中531隊將12架天山轉移至拉包爾的卡維恩，並編入海軍五八二航空隊；在1943年12月第六次布干維爾航空戰首度實戰，6架天山11型與5架九七艦攻在黑夜中對美國海軍發動魚雷攻擊，日軍雖號稱陸海軍航空部隊擊沉3艘航空母艦、1艘戰艦、1艘重巡洋艦，但後來驗證戰果時確定為誤判，該次攻擊的天山機隊則全部折損。後來美軍航空部隊在1943年12月開始對馬紹爾群島的日本部隊實施打擊，五三一航空隊所轄攻擊機也就通通遭到殲滅，該部隊也因此解散。隨著天山逐漸量產，在1944年2月楚克島空襲擊後來的馬里亞納群島戰役時天山也有投入運用，但沒有可信之實際戰果。
艦載機部隊獲得天山則是從1943年12月起，主要操作天山12型，由第三艦隊(後來改編入第一機動艦隊)為首批換裝部隊。不過一方面海航陸上攻擊機部隊的消耗大於補充，再者生產線改裝為天山12型之因素，艦載機部隊始終缺乏足額戰機，1944年菲律賓海海戰時作為第一機動艦隊三艘主力航艦航空戰力的601海軍航空隊，編制上魚雷攻擊機全更換成天山，但實際配發數量與編制滿額的99架仍有一大段落差，只有不到50架的天山上艦參戰。
在駕駛員經驗不足加上美軍艦隊防空網的強大攔截能力下，整場戰役天山並未給美軍艦隊打擊，還因為缺乏防禦設備而損失慘重。在6月18日至6月20日間共有29架天山實施日間魚雷攻擊任務，結果有24架遭擊落，幾乎等同全滅。
在1944年10月，殘餘的601海軍航空隊天山機隊編入762海軍航空隊，由陸上基地運用參加了台灣沖航空戰。面對美軍優勢防空力量下僅能使用單機低空夜間魚雷攻擊。同樣的也未給美軍艦隊打擊。雷伊泰灣海戰海戰時，雖然航空母艦部隊幾近無可用機組，但作為誘餌的第三航空戰隊仍配備了25架天山給4艘航艦作為偵察機及導航機運用。
由於戰局整體趨於劣勢加上航空母艦損失殆盡，日本海軍在1944年夏季評估當時量產機種，決定從1945年1月時讓彩雲偵察機負擔轟炸與夜間攔截任務，並停產天山。但因為美軍轟炸日本本土讓日本工業能量難以做多餘修改，加之彩雲改造方案尚未驗收，實際上到1945年8月戰爭結束前天山都還在生產，不過僅部署在陸上基地並用於自殺特攻。戰爭結束時僅存187架天山。

## 生產型號

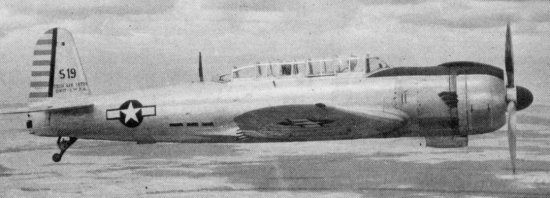
二戰後；美軍空中技術情報中心使用擄獲的天山進行試驗

- 天山原型機（B6N1）：引擎為中島護11型（輸出功率1,870匹馬力），採用四葉定速螺旋槳，生產2架。
- 天山艦上攻擊機11型（B6N1）：天山第一款量產型，生產133架（生產編號為1-133），其中70號機以前在左側主翼安裝九七式7.7mm機槍（備彈250發）來壓制美軍艦的防空炮手，但71號機後廢除。1943年7月停產。
- 天山艦上攻擊機12型（B6N2）：天山的主要量產型，1943年1月開發（同年4月正式開發指示追認），1943年10月開始運用。採用三菱火星25型發動機（輸出功率1,850匹馬力），排氣管從集合式改為獨立式推力排氣管提高飛行速度、減少燃燒廢氣對駕駛員影響。生產1,131架（生產編號為134-750、753-1266）。
- 天山艦上攻擊機12甲型（B6N2a）：火力強化改良型，將機背機槍更換為13mm二年式機槍，下方機槍更換為7.92mm一式機槍，另外此款機型（包括12型）約三分之一的數量裝設了空六號機上雷達。
- B6N3 天山艦上攻擊機13型原型機：由於日本航艦到1944年已折損殆盡，海軍為此開發陸上基地版本的天山。引擎更換為火星25丙型發動機（輸出功率1,850匹馬力），為了適應陸上基地操作環境撤除航艦用尾鉤、改裝可伸縮式尾輪，還有加設防彈玻璃、防彈裝甲和將大型整體式燃料箱改為防彈燃料箱，生產兩架（生產編號751、752）。

1945年8月日本投降前，天山的總生產量為1,268架；主要生產據點為愛知縣半田工場及群馬縣的大川工廠，平均月產量不超過90架。

## 登場作品
- 碧藍航線（僅有一二型與一二甲型，此外，遊戲中稱一二甲型為改型[7][8]）
- War Thunder
- 艦隊收藏

## 外部連結
- Classical Airplane Museum, Nakajima TENZAN （页面存档备份，存于）（日本語）
- Tenzan Corps Monument （页面存档备份，存于）
- Asahi museum prints （页面存档备份，存于）